# Zofia Żółkiewska
Zofia z Żółkiewskich Daniłowiczowa, née vers 1590 et décédée le 20 août 1634, est la fille du Grand Hetman de la Couronne (pl) Stanisław Żółkiewski, et de son épouse Regina Herburtówna (uk).
En 1605, elle épouse le voïvode de Ruthénie (uk) Jan Daniłowicz (pl). De ce mariage naissent quatre enfants :
- Zofia Teofila (pl) – mère de Jean III Sobieski,
- Stanisław (pl) († 1636) – tué par les Tatars,
- Jan (1613-1618),
- Dorothée – moniale bénédictine à Lviv à partir de 1640.

En 1623, après la mort de son frère, le staroste Jan (pl) de Hrubieszów, elle hérite de ses biens, qui passent plus tard à la famille Sobieski (pl).
Zofia Daniłowiczowa a fondé des églises unitaires et orthodoxes.